# محطة برادويل للطاقة النووية
محطة برادويل للطاقة النووية (بالإنجليزية:Bradwell nuclear power station) هي محطة للكهرباء تعمل بنظام مفاعل ماجنوكس تقع على ضفة نهر بلاك ووتر في إسيكس، المملكة المتحدة.

## الإنشاء
بدأ بناء محطة الطاقة واللتي تم تنفيذها بتحالف مكون من Clarck Champan,Head Wrightson,C. A. Parsons & Co ,A. Reyrolle & C ,Strachan & Henshaw and Whessoe  في عام 1957 وبدأ إنتاج الطاقة في عام 1962، تحتوي المحطة على مفاعلين ماجنوكس صمما لينتجا صافي 300 ميغاواط، وكان الإنتاج النهائي الصافي يساوي 242 ميغاواط  كنتيجة لاكتشاف الأكسدة الانفصالية لمكونات الفولاذ الطري داخل وعاء المفاعل، وفي وقت الذروة سجلت المحطة في اوائل الستينيات زيادة 10% أعلى من التصميم المخطط له، وهي في اليوم العادي تستطيع المحطة إنتاج ما يلبي احتياجات 3 بلدات بحجم Chelmsford, Colchester Southend مجتمعة من الكهرباء، تم تزويد المفاعل من قبل (The Nuclear Power Group (TNPG
و9 توربينات و12 خلاط غاز (gas circulators) من قبل C. A. Parsons & Co (منهم 6 توربينات رئيسية بقدرة 52 ميغاواط يزودون الشبكة الرئيسية بالكهرباء، و3 توربينات مساعدة بقدرة 22.5 ميفاواط لتشفيل خلاطات الغاز، توربين لتشغيل خلاط الغاز لكل مفاعل وتوربين خلاط غاز احتياطي)
تم بناء محطة برادويل على حافة مطار الحرب العالمية الثانية السابق، على بعد 2.4 كم من ساحل إسكس. لقد تم اختيار موقعها عن عمد، حيث أن الأرض كانت ذات قيمة زراعية بسيطة، وتمتاز بسهولة الوصول إليها، وكانت سليمة من الناحية الجيولوجية وكان لها مصدر غير محدود لمياه التبريد من بحر الشمال.
تم تسليم الوقود النووي لبرادويل وإزالته عبر أقرب سكة حديد، وهي منشأة تحميل مجاورة لمحطة سكة حديد ساوثمينستر على خط وادي كراوتش. وشمل ذلك رافعة قنطرية متحركة.

## الصيانة والرعاية
تعتبر محطة برادويل أول محطة طاقة نووية تعمل بمفاعل ماجنوكس تدخل مرحلة الصيانة والرعاية care and maintenance (C&M في الممكلة المتحدة، وهي المرحلة الثالثة بعد مرحلة (تفكيك المفاعل) ثم المرحلة الأولى (إزالة قضبان الوقود)، حيث تتم كسوتها بالكسوة المانعة لتسرب الماء لصنع (المخزن الآمن)، تتضمن العملية في البداية الدخول إلى بنايات المحطة والأبنية المرتبطة مرة في السنة، ثم كل خمس سنوات للصيانة، وتستمر عمليات جلب الحزم اللتي تحتوي على النفايات المتوسطة الإشعاع مغلفة ومخزنة من محطتي (Dungeness A) في كنت Kent , و (Sizewell A) في سافولك، جنبا إلى جنب نفايات محطة برادويل في بنايات محطة برادويل.